# Francisco Linares Alcántara (Aragua)
Francisco Linares Alcántara é um município da Venezuela localizado no estado de Aragua.
A capital do município é a cidade de Santa Rita.